# Njazi Kuqi
Njazi Kuqi (Vučitrn, 25 de Março de 1983) é um futebolista finlandês de origem kosovar albanesa. Defende o TuS Koblenz, um pequeno time alemão de futebol.